# Lima (football, 1962)
Pour les articles homonymes, voir Lima (homonymie).
Adesvaldo José de Lima, plus communément appelé Lima, est un footballeur brésilien né le 17 septembre 1962 à Camapuã. Il évoluait au poste d'attaquant.

## Carrière
- 1979-1984 :  Operário FC
- 1984 :  Corinthians
- 1985 :  Santos FC
- 1985 :  Náutico
- 1986 :  Corinthians
- 1986-1988 :  Grêmio
- 1988-1991 :  Benfica Lisbonne
- 1991-1992 :  Internacional
- 1992 :  Grêmio
- 1993 :  Corinthians
- 1994 :  EC Vitória
- 1994 :  Brasil de Pelotas[1],[2]

## Palmarès

### En club
Avec l'Operário :
- Champion de l'État du Mato Grosso do Sul en 1979, 1980, 1981 et 1983

Avec le Grêmio :
- Champion de l'État du Rio Grande do Sul en 1987 et 1988

Avec le Benfica Lisbonne :
- Champion du Portugal en 1989 et 1991
- Vainqueur de la Supercoupe du Portugal en 1989